# 八王子南バイパス

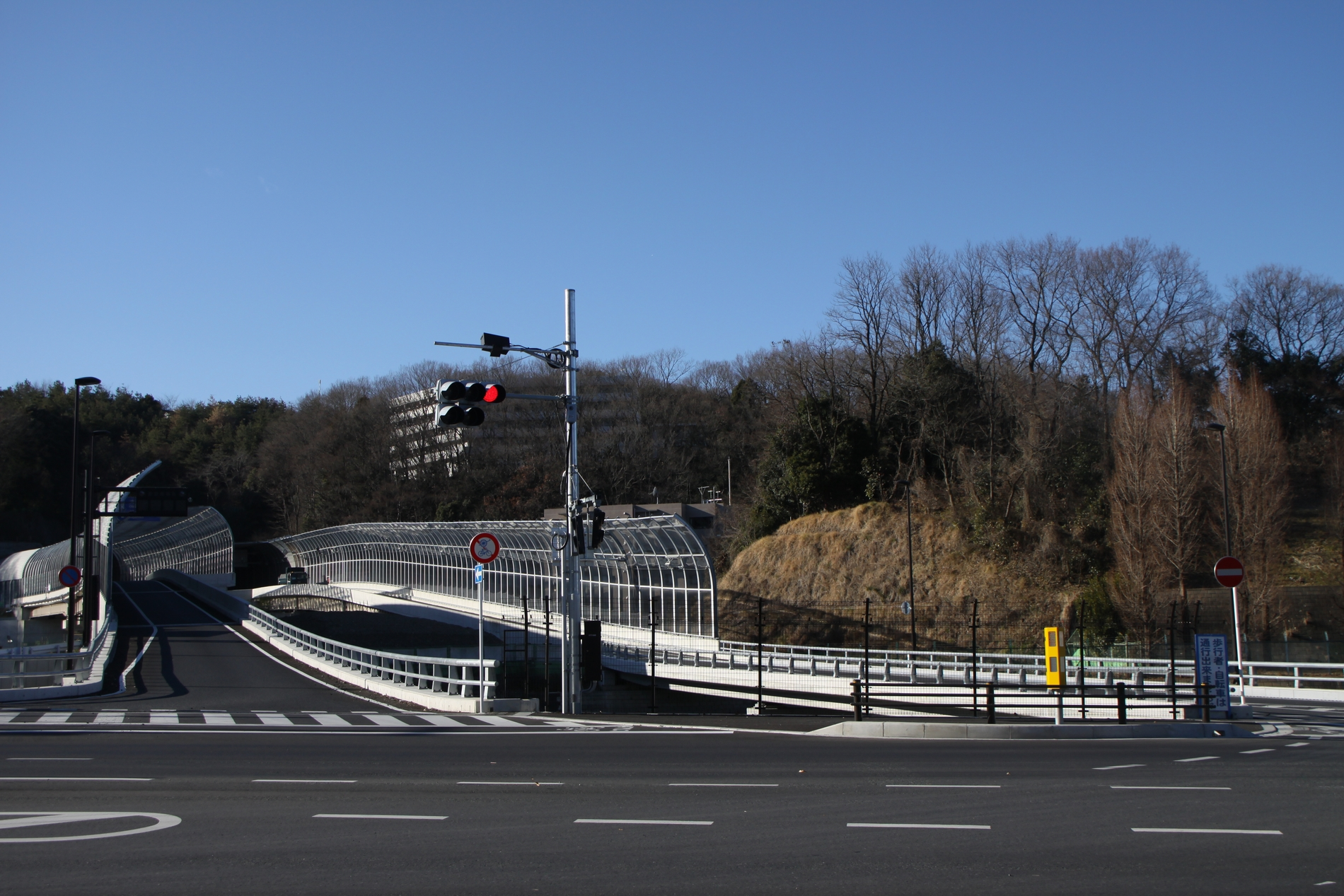
八王子南バイパス

八王子南バイパス（はちおうじみなみバイパス）は、国道20号のバイパス道路。東京都八王子市の国道16号（八王子バイパス）から圏央道高尾山ICを接続する道路として計画されている。八王子都市計画道路3・3・2号線に属し、東京八王子線の一部を構成する。2010年（平成22年）7月31日、町田街道以西が開通した。トンネルや掘割・高架が多用され、既存道路との交差は大部分が立体交差となる予定である。

## 概要
- 起点 : 東京都八王子市北野町
- 終点 : 東京都八王子市南浅川町
- 全長 : 9.6 km
- 道路規格 : 第4種第1級
- 車線数 : 4車線
- 設計速度 : 60 km/h

## 歴史
- 1997年（平成9年）2月24日 : 都市計画決定。
- 1997年度（平成9年度） : 事業化。
- 2001年度（平成13年度） : 工事着手。
- 2010年（平成22年）7月31日 : 館町（町田街道） - 南浅川町（高尾山IC）間が開通[2]。
- 2015年（平成27年）3月27日：大船町（八王子城山線） - 寺田町間の地上部が暫定2車線で開通[3]。
- 2021年（令和3年）4月27日：大船町 - 館町間が今後5年程度で開通することを公表[4]。

## 路線状況

### 町田街道以西
この区間は、歩道がないため歩行者は通行禁止。また自転車通行止めの規制もされている。原付および自動車が通行可能。
当区間の開通に伴い、既存の国道20号側は首都圏中央連絡自動車道高尾山ICとの十字路交差点となり、当バイパスへ乗り入れる形へ変更された。

### 町田街道以東
この区間は、歩道も整備されるため歩行者も通行可能。自転車も側道を通行可能となる。

### 構造物
- 浅川トンネル（延長1,839 m）

## 地理

### 交差する道路
| 接続路線名                                             | 接続路線名                                 | 交差点                 | 所在地   |
| ------------------------------------------------------ | ------------------------------------------ | ---------------------- | -------- |
| 東京都道174号長沼北野線（日野バイパス延伸部）          |                                            |                        |          |
| 国道16号（八王子バイパス）                             | 国道16号（八王子バイパス）                 | 北野町                 | 八王子市 |
| 暫定開通区間・国道未指定区間（都道160号線）            |                                            |                        |          |
| 東京都道160号下柚木八王子線（野猿街道）                | 東京都道160号下柚木八王子線（野猿街道）    | 北野橋南               | 八王子市 |
| 事業中区間                                             |                                            |                        |          |
| 国道16号（東京環状・八王子街道）                       | 国道16号（東京環状・八王子街道）           | -                      | 八王子市 |
| 事業中区間                                             |                                            |                        |          |
| 東京都道173号上館日野線（北野街道）                    | 東京都道173号上館日野線（北野街道）        | つどいの森入り口       | 八王子市 |
| 暫定開通区間・国道未指定区間（八王子市道由井394号線）  |                                            |                        |          |
| 八王子市道幹線1級5号線                                 | -                                          | -                      | 八王子市 |
| 暫定開通区間・国道未指定区間（八王子市道幹線1級5号線） |                                            |                        |          |
| 東京都道506号八王子城山線                              | 東京都道506号八王子城山線                  | 八王子みなみ野シティ西 | 八王子市 |
| 暫定開通区間                                           |                                            |                        |          |
| めじろ台グリーンヒル通り（八王子市道）                 | めじろ台グリーンヒル通り（八王子市道）     | -                      | 八王子市 |
| 事業中区間                                             |                                            |                        |          |
| -                                                      | 八王子市道横山92号線                       | 医療センター           | 八王子市 |
| 暫定開通区間・国道未指定区間（八王子市道）             |                                            |                        |          |
| 東京都道47号八王子町田線（町田街道）                   | 東京都道47号八王子町田線（町田街道）       | 医療センター入り口     | 八王子市 |
| C4 圏央道 高尾山IC接続路                               | 国道20号（甲州街道）高尾山口・八王子駅方面 | 高尾山インター入り口   | 八王子市 |
| 国道20号（甲州街道）相模湖・大月・甲府方面             |                                            |                        |          |

### 周辺
- 京王片倉駅
- 片倉つどいの森公園
- JR八王子みなみ野駅
- 東京都立翔陽高等学校
- 東京医科大学八王子医療センター
- 拓殖大学八王子国際キャンパス
- 高尾霊園
- 高尾山

## 事業の投資効果
2022（令和4）年に開催された事業評価監視委員会による再評価では、2019（令和元）年時点より事業費が580億円増加し、2142億円となることが公表された。これにより、事業全体の費用便益比は1.3から0.97へと大きく低下している。